# Assault Suits Valken
Assault Suits Valken, también conocido como Cybernator, es un videojuego de acción de mechas 2D lanzado en 1992 para la SNES. La segunda entrega en la serie de Assault Suit, es la precuela del primer juego, Target Earth. El juego fue localizado y distribuido al resto del mundo por Konami. La historia sigue a Jake Brain, piloto de un mecha gigante que lucha en una guerra que envuelve al mundo entero.

## Trama
El juego toma lugar en el futuro, una época en la que los combustibles fósiles de la Tierra han comenzado a disminuir. Una guerra masiva está ocurriendo en todo el mundo por el control de los recursos, al igual que por los derechos territoriales en la luna. Los dos gobiernos en guerra, el Eje y la Federación, tienen la capacidad de viajar al espacio y crear estaciones espaciales gigantes y armas de destrucción masiva.
Jake es el protagonista del juego. Es un soldado reclutado en los Marines de los Estados Pacíficos y pilota un Traje de Asalto de la Federación. En el texto del prólogo dice que él solo lucha porque es un soldado, no le preocupa el patriotismo ni la política. La supervivencia de un soldado significa vencer al enemigo.
El Traje tiene una forma humanoide, con brazos, piernas, un torso y una cabeza. Está equipado con una variedad de armas y otros accesorios especiales, dándole capacidades plenas en tierra y menores en el aire.
Jake y su pelotón, que operan desde el buque de guerra Versis, tienen la tarea de destruir a Bildvorg, el mecha más poderoso de las fuerzas del Eje. Las misiones del juego conducen a la culminación de este objetivo. (Es pilotado por Mayor Beldark, a quien Jake conoce por primera vez en la misión 4 y volvería a ver a Jake otra vez antes del jefe final). Versis envía 2 trajes, uno no tiene nombre y el otro se llama Apollo en el cuarto nivel, el cual es asesinado fuera de pantalla por otro traje que es muy veloz (Beldark). Irónicamente en esa misión el jugador salva a un traje enemigo al entrar a la atmósfera de la Tierra, mientras que Beldark asesina al aliado de Jake Apollo poco después.
Aunque Cybernator fue lanzado después de Target Earth, Cybernator está ambientado un siglo antes de su predecesor.
En Assault Suits Valken 2, aparece un cameo de Jake como un soldado veterano de 30 años que ayuda en las batallas como un NPC.
El juego tiene dos finales. El final malo puede ser obtenido si el jugador falla cualquier misión del juego, como fallar en evitar que Arc Nova caiga y/o permitir que el transbordador espacial enemigo escape en la 5ta misión. En este final, el Versis es gravemente dañado y gran parte de su tripulación muere, incluyendo a Crea (compañera y superior de Jake), dejando a Jake devastado en los créditos. La pantalla de game over también dice que el jugador no ha completado su misión. Si el jugador cumple con las misiones secundarias, el Versis sobrevive y Jake regresa al transbordador, la guerra termina y Jake y Crea se abrazan en la cubierta del Versis mientras que el traje Cybernator se cae a pedazos.

## Desarrollo
Toshiro Tsuchida fue el productor del juego. Posteriormente, se unió a G-Craft y trabajó en el juego Front Mission.
La banda sonora, compuesta por Masanao Akahori, fue más tarde arreglada y lanzada como un CD de banda sonora oficial en Japón.
Los lanzamientos originales japoneses contaron con ilustraciones de Satoshi Urushihara.
El diseñador Satoshi Nakai insistió en que el juego incluyera entornos destructivos.
Cybernator estuvo sujeto a censuras durante su localización. La versión japonesa contó con diálogo escrito acompañado por un cuadro del personaje que hablaba, pero estos cuadros fueron removidos durante la localización. También existe una escena ausente en la cual el presidente de las fuerzas enemigas, cuya bandera es la de la Unión Europea, tras enterarse de que su nación fue derrotada, se suicida. Hubo diálogos removidos que muestran al soldado rescatado en el cuarto nivel estando en el robot contra el que se lucha antes de la batalla final. Sin embargo, algunos humanos enemigos permanecen en el juego (que son minúsculos en proporción a las máquinas a lo largo del juego) sin ninguna censura cuando mueren.
El manual de instrucciones de la versión en inglés también está repleto de información inconsistente. Por ejemplo, la sexta misión sucede en los Alpes, donde Versis intenta volar sobre las montañas para alcanzar el frente aliado, pero de acuerdo al manual, el objetivo del jugador es asaltar la retirada del comandante enemigo en las montañas. Otro ejemplo de información imprecisa sería con respecto al arma láser, el arma más fuerte que el jugador puede recibir sin contar el Lanzallamas Napalm que es obtenible a través de trucos. El manual decía que el láser lleva mucho tiempo de recarga cuando en realidad se recarga como mucho tan rápido como el Vulcan, y a diferencia del Vulcan el láser se recarga completa y automáticamente sin necesitar gastar su poder/munición primero si se deja de disparar.
El manual de instrucciones también decía que el traje era un coloso de 5 plantas de alto y de un peso de 5 toneladas (lo cual es poco para una máquina tan alta), contradiciendo al material promocional que dice que es de 4 plantas.

## Lanzamiento
Assault Suits Valken fue lanzado en Japón para la Super Famicom el 12 de diciembre de 1992. Cuando el juego fue lanzado fuera de Japón, el título fue cambiado a Cybernator. Fue lanzado en Norteamérica en abril de 1993 y en Europa en 1993.[cita requerida]
El juego recibió un port para la PlayStation 2 en 2004 en Europa, Australia y Japón, bajo el título de Assault Suits Valken.
Cybernator fue lanzado en la consola virtual de Wii en las regiones PAL el 7 de diciembre de 2007 y en Norteamérica el 17 de diciembre de 2007, y el la consola virtual de Wii U en Norteamérica el 7 de agosto de 2014 y en las regiones PAL el 26 de febrero de 2015.
En 2014, el juego fue relanzado en Japón a través del servicio de distribución de juegos EGG.

### Assault Suits Valken Declassified
El 20 de febrero de 2023, el desarrollador M2 anunció Assault Suits Valken Declassified, un relanzamiento actualizado del juego para la Nintendo Switch. Fue lanzado el 30 de marzo de 2023. El juego presenta una nueva traducción al inglés sin la censura presente en Cybernator al igual que nuevas ilustraciones del diseñador de personajes Satoshi Urushihara, una recreación y traducción de la guía oficial japonesa de 80 páginas, entrevistas con los diseñadores, ilustraciones de preproducción exclusivas, save states, trucos desbloqueables, y una opción para alternar entre la banda sonora original y arreglada, junto a otras funciones adicionales.

## Recepción

### Contemporánea
El juego recibió reseñas positivas en su lanzamiento. Recibió una reseña favorable de la revista Famitsu, otorgándole un puntaje de 32 de 40. En la revista GameFan, Dave Halverson lo llamó «definitivamente uno de los mejores juegos para la gran SNES» mientras que Brody lo llamó «casi perfecto desde los gráficos hasta la música» y «una intensa historia» y lo consideró un posible «candidato a juego del año». Super Gamer le dio un puntaje de 86%, declarando: «Te encuentras en un traje blindado gigante aplastando y disparando y volando por siete niveles duros. Muy buenos gráficos, buena jugabilidad y una atmósfera brillante».
En 1996, Next Generation dijo que el juego «fue el juego que introdujo a muchos gamers de EEUU a los valores de diseño japonés clásicos - no solo por ser un título de clase en términos de apariencia, sino por estar desbordado de acción y atmósfera». El número de abril de 1996 de la revista Super Play listó a Cybernator como el 19no mejor juego de Super NES. En 1995, Total! calificó al juego como el 86to en su TOP 100 Juegos de SNES declarando: «Otro buen juego sólido para que los fanes puedan saborear. Realmente valió la pena».

### Retrospectiva
Los relanzamientos de Wii y Wii U recibieron reseñas mixtas a positivas. Eurogamer (RU) lo reseñó y le dio un puntaje de 6/10. IGN le dio un 7.5/10. Nintendo Life lo reseñó dos veces, la primera en 2007 dándole a la versión de consola virtual de Wii un 8/10, y nuevamente en 2014 dándole un 8/10 a la versión de eShop de Wii U.